# Aue (Gemeinde Gloggnitz)
Aue (früher auch Au, In der Au oder Aue bei Schottwien) ist eine Ortschaft und eine Katastralgemeinde in der Stadtgemeinde Gloggnitz in Niederösterreich mit 112 Einwohnern (Stand 1. Jänner 2024).

## Geografie
Die Ortschaft befindet sich zwischen Gloggnitz und Schottwien und wird vom Auebach durchflossen.

## Geschichte
Bemerkenswert ist der Ort wegen des ehemaligen Abbaus von Eisenerz und der zugehörigen Hütten und Hämmer. Im Jahr 1822 wurde der Ort als Dorf mit 25 Häusern genannt, das nach Schottwien eingepfarrt war, wohin auch die Kinder eingeschult wurden. Die Herrschaften Gloggnitz und Wartenstein besaßen die Ortsobrigkeit, die Herrschaft Neunkirchen übte die Landgerichtsbarkeit aus und die Herrschaft Gloggnitz besorgte die Konskription. Die Untertanen und Grundholde des Ortes gehörten der Herrschaft Gloggnitz. Laut Adressbuch von Österreich waren im Jahr 1938 in Aue ein Bäcker, ein Bandweber, ein Binder, ein Fuhrwerker, drei Gastwirte, ein Gemischtwarenhändler, ein Gipswerk, eine Mühle, zwei Tischler, ein Viktualienhändler, ein Zimmermeister und mehrere Landwirte ansässig. Weiters gab es im Ort eine Bandfabrik und die Pension Herrenhaus.

## Persönlichkeiten
- Michael Hainisch (1858–1940), Bundespräsident der Republik Österreich, wurde hier geboren